# Leptagrion afonsoi
Leptagrion afonsoi är en trollsländeart som beskrevs av Machado 2007. Leptagrion afonsoi ingår i släktet Leptagrion och familjen dammflicksländor. Inga underarter finns listade i Catalogue of Life.